# Johannisholm
Johannisholm is een dorpje in Dalarna in Midden-Zweden. Het ligt aan de rivier Vanån tussen de meren Venjansjön en Örklingen. De omgeving kenmerkt zich door uitgestrekte wouden en meren.  
Johannisholm werd in 1798 gesticht ten behoeve van de eerste glasverwerking van Zweden. Tot 1850 was het dorp bewoond door glasarbeiders. Rond die tijd werd het - door vervuiling van de beschikbare grondstoffen - steeds moeilijker om nog glas van acceptabele kwaliteit te kunnen leveren. Johannisholm kon op dat moment niet meer concurreren met glasverwerkende industrie die wél helder glas konden produceren. 
Tegenwoordig is Johannisholm een vakantiepark/camping waar nog wel de authentieke stuga's, het originele bakkerijtje, het waterrad en een kapel terug te vinden zijn. 